# Иванов, Евгений Степанович
Евгений Степанович Иванов (1937—1996) — советский и российский военный деятель и педагог, кандидат военных наук, профессор, генерал-майор. Начальник Ставропольского высшего военного инженерного училища связи (1982—1995).  Заслуженный связист Российской Федерации (1994). 

## Биография
Родился 2 октября 1937 года в Москве.
С 1958 года после окончания Московского Краснознамённого высшего военно-инженерного училища служил на различных инженерно-командных должностях в НИИП № 5 МО СССР на полигоне Байконур, одновременно со службой обучался на заочном отделении инженерного факультета Военной академии имени Ф. Э. Дзержинского, которую окончил в 1969 году и на заочном отделении Ташкентском электротехническом институте связи, по окончании которого в 1970 году получил специализацию инженера-электросвязиста.
С 1969 года служил в составе Ракетных войск стратегического назначения СССР (с 1992 года — Ракетных войск стратегического назначения Российской Федерации) на различный командно-штабных должностях, в том числе заместителем командира ракетного полка. С 1974 года после окончания командного факультета Военной академии имени Ф. Э. Дзержинского служил в должности  командира 41-го ракетного полка, в состав части под его руководством входили десять шахтных пусковых установок с жидкостными двухступенчатыми межконтинентальными баллистическими ракетами шахтного базирования  «УР-100». 
С 1976 по 1977 год — заместитель командира и с 1977 по 1982 год — командир 7-й гвардейской ракетной дивизии, в составе частей дивизии под руководством Е. С. Иванова состояла жидкостная, двухступенчатая межконтинентальная баллистическая ракета шахтного базирования «МР УР-100». В 1978 году Постановлением СМ СССР ему было присвоено военное звание генерал-майор. С 1982 по 1995 год — начальник Ставропольского высшего военного инженерного училища связи, под руководством и при участии Е. С. Иванова с 1989 года в училище начала функционировать адъюнктура, а в 1994 году был создан диссертационный совет по присуждению ученой степени кандидата технических наук по трем специальностям. В 1990 году Е. С. Иванов защитил диссертацию на соискание учёной степени кандидат военных наук, в 1992 году ему было присвоено учёное звание профессор.
С 1995 года в запасе.
Скончался 1 февраля 1996 года в Москве.

## Награды
- Орден «За службу Родине в Вооружённых Силах СССР» II и III степени[1]
- Заслуженный связист Российской Федерации (1994)[6]